# San Fernando del Valle de Catamarca
San Fernando del Valle de Catamarca (zkráceně se běžně nazývá Catamarca) je město v severozápadní Argentině, které je hlavním městem provincie Catamarca.
Leží na řece Valle, která odvodňuje pohoří Cerro Ambato. Město má rozlohu 684 km² a nachází se v nadmořské výšce 500 m. V roce 2001 ve městě žilo 141 000 obyvatel a v aglomeraci více než 200 000, což činí 70% obyvatel provincie.